# Benedict Wells
Benedict Wells (ur. 29 lutego 1984 w Monachium) – niemiecki pisarz.

## Biogram
W wieku sześciu lat rozpoczął naukę w pierwszej z trzech bawarskich szkół z internatem. Po ukończeniu liceum w 2003 przeniósł się do Berlina. Tam zdecydował się na kształcenie akademickie i rozpoczął pisanie. Aby pokryć koszty utrzymania, pracował w różnych zawodach. W 2008 r. opublikował, uznaną przez krytyków, debiutancką powieść Becks letzter Sommer, która przyniosła mu Bayerischer Kunstförderpreis (Bawarską Nagrodę Artystyczną). Powieść została zaadaptowana do filmu fabularnego i pojawiła się w kinach w 2015 r. Jego trzecia książka Fast genial stała się bardzo popularna wśród czytelników i utrzymywała się wiele miesięcy na niemieckich listach przebojów książkowych. Po latach spędzonych w Barcelonie, Wells powrócił do Berlina.

## Twórczość
- Becks letzter Sommer, Diogenes Verlag, Zurych 2008, ISBN 978-3-257-06676-0.
- Spinner, Diogenes Verlag, Zurych 2009, ISBN 978-3-257-06717-0.
- Fast genial, Diogenes Verlag, Zurych 2011, ISBN 978-3-257-06789-7.
- Vom Ende der Einsamkeit (Koniec samotności, tł. Viktor Grotowicz[1]), Diogenes Verlag, Zurych 2016, ISBN 978-3-257-06958-7.
- Hard Land (Hard Land, tł. Viktor Grotowicz[2]), Diogenes Verlag, Zurych 2021 ISBN 978-3-257-07148-1.

## Nagrody
- 2008 Bayerischer Kunstförderpreis
- 2016 Nagroda Literacka Unii Europejskiej